# Modulatrix stictigula
El tordina de anteojos (Modulatrix stictigula) es una especie de ave paseriforme de la familia Modulatricidae propia de África.

## Distribución y hábitat
Se encuentra en los bosques montanos tropicales de Malawi, Mozambique y Tanzania.